# Rolls-Royce Goshawk
Роллс-Ройс Госхок (англ. Rolls-Royce Goshawk) — британский авиационный двигатель межвоенного периода. Согласно принятой на фирме «Роллс-Ройс» системе наименований авиационных двигателей в честь хищных птиц, новый мотор был назван в честь ястреба-тетеревятника. Goshawk представлял собой модификацию двигателя Kestrel, адаптированную для использования испарительной системы охлаждения
Двигатель был впервые запущен в 1933 г. и развил мощность 660 л. с. Было построено всего несколько экземпляров, поскольку конструкция самолётов, на которые его планировалось устанавливать, не отвечала требованиям Королевских ВВС. Goshawk устанавливался на Short Knuckleduster, Supermarine Type 224 (предшественник Spitfire) и другие прототипы.

## История разработки
Goshawk разработан на основе прототипа Kestrel IV, переделанного под испарительное охлаждение. Вместо того, чтобы поддерживать температуру охлаждающей жидкости ниже точки кипения, она должна была испаряться, унося в процессе парообразования больше тепла от двигателя. Соответственно, можно было обойтись меньшим количеством охлаждающей жидкости и уменьшить вес силовой установки. Однако вместо обычного радиатора такой системе требовался гораздо больший по площади конденсатор, и его размещение на самолёте представляло проблему.
Было построено 12 моторов, которые устанавливались некоторыми производителями на прототипы самолётов в инициативном порядке. Мощность образцов колебалась от 650 до 700 л.с. Проблемы с утечками и выбросами охлаждающей жидкости, размещение громоздких конденсаторов в крыле, что делало их чрезвычайно уязвимыми для боевых повреждений, привели к тому, что проект был закрыт, однако он дал разработчикам ценный опыт, который в полной мере был учтён при создании двигателя Merlin.

## Варианты
Goshawk I
(1932) Создан на основе прототипа Kestrel IV.
Goshawk II
(1935) 600 л.с. Понижено соотношение редуктора.
Goshawk III
(1935) 600 л.с. Дальнейшее понижение соотношения редуктора.
Goshawk VI
660 л.с. Редуктор с высоким соотношением.
Goshawk VII
660 л.с. Повышено соотношение редуктора.
Goshawk VIII
660 л.с. Специальный экспериментальный двигатель с максимальной мощностью 837 л.с..

## Применение

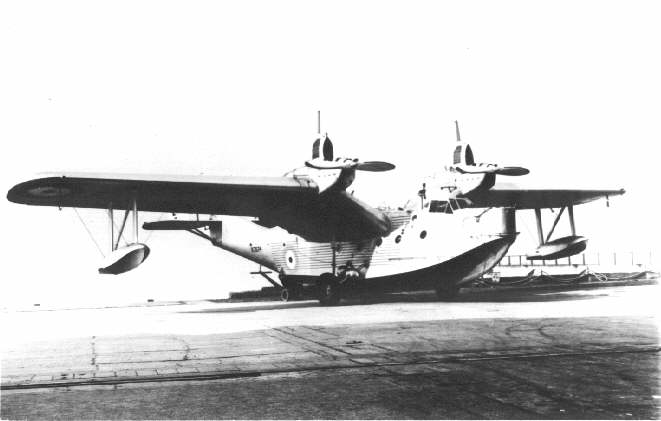
Летающая лодка Short Knuckleduster с двигателями Goshawk

Goshawk утверждён в качестве силовой установки двухмоторной летающей лодки Short Knuckleduster (спецификация R24/31) и представлен как «предпочтительный» для истребителей (спецификация Министерства авиации F7/30). Он использовался на трёх официально спонсируемых прототипах истребителей: Supermarine Type 224 (номер K2890), Westland F.7/30 (K2891) и Blackburn F3 (K2892), который осуществлял рулёжку на земле, но не поднимался в воздух, а также на разработанных в инициативном порядке Bristol Type 123 и the Hawker P.V.3
Также Goshawk устанавливался на разработанные в частном порядке фирмой «Хоукер» самолёты "High Speed Fury Mk 2" (K3586) и "Intermediate Fury 2", Westland Pterodactyl V; с ним испытывались Gloster TSR.38 (S1705) и первый прототип Gloster Gnatsnapper (N227)

### Список самолётов
- Blackburn F3
- Bristol Type 123
- Gloster Gnatsnapper
- Hawker Fury
- Hawker P.V.3
- Supermarine Type 224
- Westland Pterodactyl V
- Westland F.7/30 (иногда обозначается как Westland P.V.4)

## Спецификация

### Основные характеристики
- Тип: четырёхтактный 12-цилиндровый V-образный с развалом блоков 60° жидкостного охлаждения
- Диаметр цилиндра: 127 мм
- Ход поршня: 140 мм
- Объём двигателя: 21,25 л
- Длина: 1895 мм
- Ширина: 620 мм
- Высота: 905 мм
- Сухой вес: 442 кг

### Особенности функционирования
- Клапаны: верхнеклапанный (SOHC)
- Компрессор: одноступенчатый ПЦН
- Тип топлива: бензин с октановым числом 77
- Система охлаждения: испарительная

### Производительность
- Выходная мощность: 600 л.с. (447 кВт) при 2600 об/мин
- Удельная мощность: 28,2 л.с./л (21 кВт/л)
- Степень сжатия: 6:1
- Удельная мощность по весу: 1,36 л.с./кг (1,01 кВт/кг)

### Связанные разработки
- Rolls-Royce Kestrel

### Схожие двигатели
- Curtiss D-12
- Fairey Prince (V-12)
- Packard 1A-1500